# Котельник Андрій Миколайович
Андрі́й Микола́йович Коте́льник (нар. 29 грудня 1977, Львів) — український боксер. Призер Олімпійських ігор 2000 року. Колишній чемпіон світу у 1-й напівсередній ваговій категорії по версії WBA.

## Коротка біографія
Народився 29 грудня 1977 року у Львові. Зріст — 171 см. Національність — українець. Вихованець заслуженого тренера України Дмитра Сосновського і Львівського училища фізичної культури. На любительському рингу провів 150 боїв, з яких 135 виграв. Срібний призер Олімпійських ігор 2000 року (Сідней, Австралія). Переможець Кубка Європи 1999 року (Львів, Україна). Переможець першості Європи серед юніорів 1995 року (Шіофок, Угорщина). 5-разовий чемпіон України.
15 листопада 2000 року підписав перший професіональний контракт — із німецьким клубом «Universum Box-Promotions» (Гамбург). Тренер — Міхаель Тімм. Дебютував на професіональному рингу 16 грудня 2000 року в Ессені у поєдинку проти Петера Феєра (Словаччина). Цей бій закінчився перемогою Андрія технічним нокаутом вже у першому раунді. Станом на кінець червня 2007 року рекорд Котельника складається із 36 поєдинків на професіональному рингу: 31 перемога (12 — нокаутом), 4 поразки, 1 нічия.

## 2000—2007 роки
Бій № 15. 24 січня 2003 року. Львів. Андрій Котельник — Фабріс Коломбель (Франція), бій за титул Інтерконтинентального чемпіона світу за версією WBA. Перемігши за одноголосним рішенням, Андрій здобув свій перший професіональний титул.
Бій № 23. 22 червня 2004 року. Тельфс (Австрія). Андрій Котельник — Габріель Мапука (Франція), бій за титул Інтерконтинентального чемпіона світу за версією WBA. Котельник виграв за одноголосним рішенням суддів, утретє відстоявши свій пояс.
Бій № 24. 21 жовтня 2004 року. Париж-Леваллуа (Франція). Сулейман Мбайє (Франція) — Андрій Котельник, бій за статус офіційного претендента на титул чемпіона світу за версією WBA. Котельник поступився за розділеним рішенням суддів, яке спеціалісти і любителі боксу визнали упередженим.
Бій № 26. 9 липня 2005 року. Ноттінгем (Англія). Джуніор Віттер (Англія) — Андрій Котельник, бій за титул чемпіона Європи за версією EBU. Андрій знову програв за сумнівним рішенням суддів.
Бій № 27. 26 листопада 2005 року. Леверкузен (Німеччина). Андрій Котельник — Мухаммад Абдуллаєв (Узбекистан), бій за вакантні пояси Інтерконтинентального чемпіона світу за версією WBA та чемпіона WBO Asia Pacific. Котельник уперше в кар'єрі здобув одразу два пояси. Він не тільки переміг Олімпійського чемпіона Сиднея у бою, названому «Universum» Eliminator.
Бій № 30. 10 березня 2007 року. Ліверпуль (Англія). Сулейман Мбайє (Франція) — Андрій Котельник, бій за титул чемпіона світу за версією WBA. Мбайє захистив свій титул завдяки подарованій суддями нічиїй. Переглянувши цей бій керівництво WBA знову зробило Котельника офіційним претендентом на пояс своєї Асоціації.
Загалом 6 разів відстоював пояс Інтерконтинентального чемпіона світу WBA та двічі — пояс чемпіона WBO Asia Pacific. Нині Котельник № 1 у рейтингу WBA (є офіційним претендентом на титул), № 3 — у рейтингу WBO, № 8 — у рейтингу IBF. Також Андрій посідає першу позицію в рейтингу EBU.
Окрім боксерської кар'єри, Андрій Котельник заснував Благодійний фонд, який проводить традиційні вже юнацькі всеукраїнські турніри, організовує тренувальні збори для перспективних боксерів, допомагає юним талантам. Він є радником голови Львівської обласної ради Мирослава Сеника і міського голови Львова Андрія Садового.
Наприкінці грудня 2000 року Андрій одружився з Тетяною. У 2006 він став батьком, Тетяна подарувала йому доньку Віку.

## Андрій Котельник vs Гевін Ріс
Місце проведення : Інтернешнел арена, Кардіфф, Уельс, Велика Британія.
Статус: чемпіонський бій за титул WBA в 1-й напівсередній вазі (1-й захист Ріса).
Результат: перемога Котельника технічним нокаутом у 12-му раунді 12-раундового бою.
Рефері: Луїс Пабон.
У травні 2008 року у Великій Британії відбувся бій між Андрійєм Котельником і британцем Гевіном Рісом. Британець до кінця бою не достояв. Наприкінці 12-го раунду Котельник провів декілька хуків у голову супротивника. Ріс почав клінчувати, після чого впав, але суддя не зарахував нокдаун. Котельник зразу накинувся на чемпіона, провів правий хук в голову. Суддя, бачачи, що Ріс не відбивається, відразу зупинив бій. Котельник переміг технічним нокаутом.

## Андрій Котельник vs Маркос Рене Майдана
7 лютого відбувся бій між чемпіоном світу за версією WBA в першій напівсередній вазі Українцем Андрієм Котельником та аргентинським боксером на прізвисько «китаєць» Маркосом Майданою. Після 12-и раундів перемогу розділеним рішенням суддів здобув Андрій Котельник.

## Андрій Котельник vs Амір Хан
Місце проведення: M.E.N.Арена, Манчестер, Ланкашир, Велика Британія.
Результат: перемога Хана одноголосним рішенням суддів в 12-раундовому бою.
Статус: чемпіонський бій за титул чемпіона в 1-й напівсередній вазі (4-й захист Котельника).
Суддя: Стенлі Крістодулу
У липні 2009 року у Великій Британії відбувся бій між чемпіоном світу за версією WBA в першій напівсередній вазі Андрієм Котельником
та британцем Аміром Ханом. Практично весь бій Хан провів, атакуючи здалека другим номером, відібравши цю звичну роль у Котельника. Андрію довелось виступати агресором поєдинку, але наприкінці стратегія Хана в швидкому переміщенню по рингу і ухиляння від будь-яких обмінів ударами дозволила відібрати в Андрія Котельника титул чемпіона світу.

## Бій з Александером Девоном
У серпні 2010 відбувся бій з Александером Девоном. Девон зрідка діставав українця, але всі судді присудили перемогу американському боксеру.

## 2014
4 жовтня 2014 року на «Арені Львів» Андрій Котельник провів прощальний бій проти грузинського боксера Олександра Бенідзе. Андрій переміг одноголосним рішенням суддів з рахунком (80-71, 80-71, 80-71)

## Нагороди
- Заслужений працівник фізичної культури і спорту України (27 червня 2020) — За значний особистий внесок у державне будівництво, зміцнення національної безпеки, соціально-економічний, науково-технічний, культурно-освітній розвиток Української держави, вагомі трудові досягнення, багаторічну сумлінну працю[2]
- Орден «За заслуги» I ст. (24 серпня 2017) — За значний особистий внесок у державне будівництво, соціально-економічний, науково-технічний, культурно-освітній розвиток України, вагомі трудові здобутки та високий професіоналізм[3]
- Орден «За заслуги» II ст. (21 квітня 2008) — За досягнення видатних спортивних результатів, утвердження міжнародного авторитета української школи боксу[4]
- Орден «За заслуги» III ст. (6 жовтня 2000) — За досягнення вагомих спортивних результатів на XXVII літніх Олімпійських Іграх в Сіднеї[5]